# Montserrat Grases

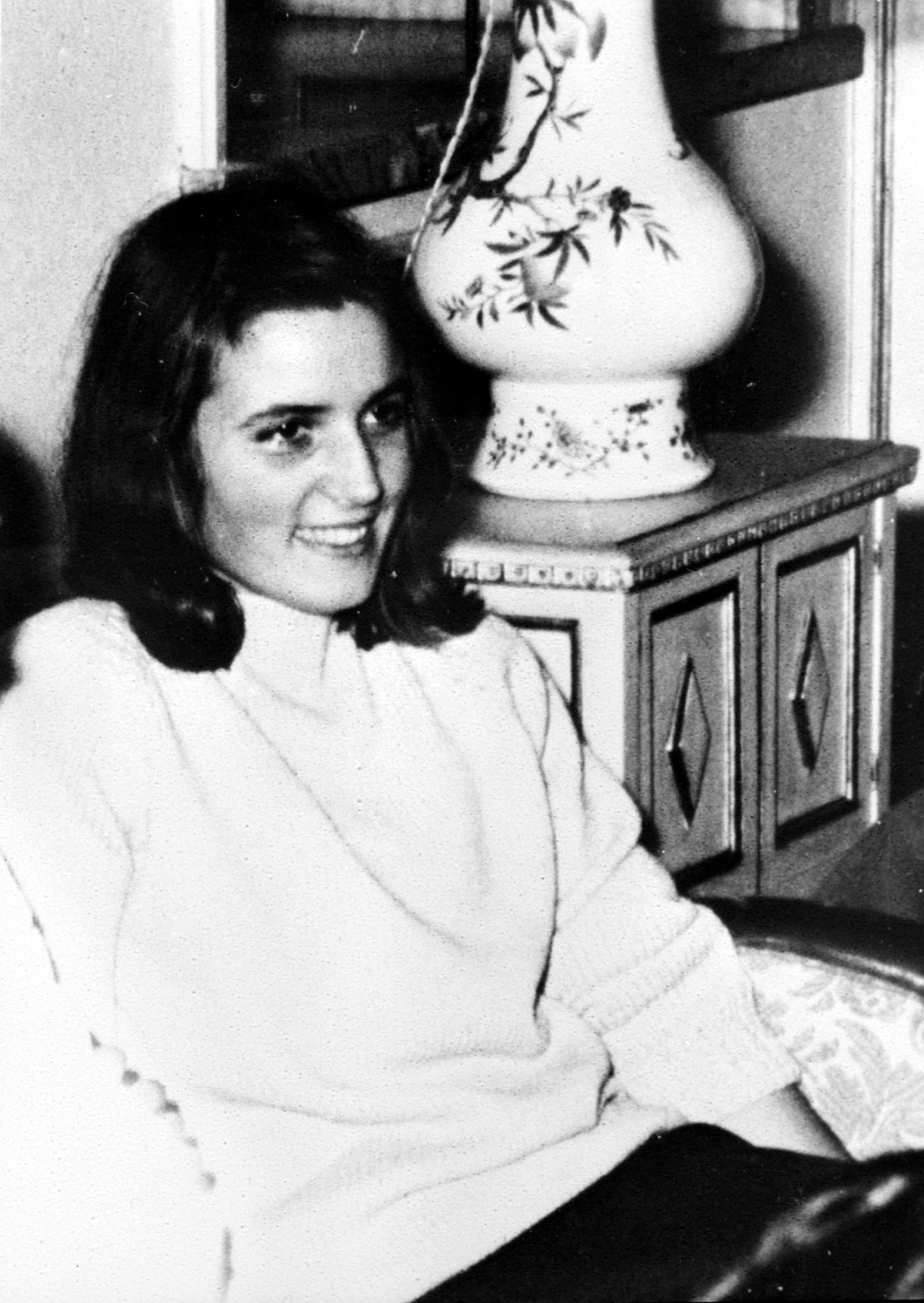
Montserrat Grases

Montserrat Grases (ur. 10 lipca 1941 w Barcelonie, zm. 26 marca 1959 tamże) – hiszpańska numeraria Opus Dei i Czcigodna Służebnica Boża Kościoła Rzymskokatolickiego.
Znana też jako Montse Grases. Zmarła w opinii świętości, z nadprzyrodzonym spokojem znosząc cierpienia podczas ciężkiej choroby nowotworowej (raka kości), która doprowadziła do jej śmierci w wieku 18 lat.
Akta diecezjalnego procesu beatyfikacyjnego, rozpoczętego w 1962 r., w 1999 r. zostały przekazane do Kurii Rzymskiej.
Obecnie ciało Montse spoczywa w krypcie Colegio Mayor Bonaigua, C/ Jiménez Iglesias, 3 w Barcelonie. Krypta jest otwarta dla wszystkich zwiedzających.

## Publikacje
- 2012: Sono così felice. Montserrat Grases, una ragazza verso gli altari[2]